# 贝尔略克
贝尔略克（西班牙語：Bell Lloch）是西班牙加泰罗尼亚莱里达省的一个市镇。 总面积35平方公里，总人口2071人（2001年），人口密度59人/平方公里。